# Herbert Fischer-Menshausen
Herbert Fischer-Menshausen (* 25. August 1906 in Hannover; †  10. August 2000 in Hamburg) war ein deutscher Verwaltungsjurist, Ministerialbeamter und Finanzvorstand (Esso AG).

## Leben
Herbert Fischer-Menshausen studierte Rechtswissenschaft an der Universität Freiburg. Seit 1925 war  Mitglied der katholischen Studentenverbindung KDStV Ripuaria Freiburg im Breisgau im CV. Von 1932 bis 1939 war er in der Justiz- und Finanzverwaltung Hamburg tätig, wo er nach Kriegsende ab 1946 wieder arbeitete. 1947/48 war er im Zentralhaushaltsamt und Rechnungshof für die Britische Besatzungszone tätig. Es folgten Tätigkeiten 1948/49 im Länderrat des Vereinigten Wirtschaftsgebietes und 1949/50 im Bundesrat. Er war 1948 als juristischer Sachverständiger Teilnehmer des Verfassungskonvents auf Herrenchiemsee.
Fischer-Menshausen war von 1950 bis 1958 Abteilungsleiter im Bundesministerium der Finanzen und dort Leiter Unterabteilung Bund und Länder, 1957 Leiter Abteilung Zwischenstaatliche Beziehungen, Verteidigungsfinanzierungwirtschaftsförderung, Bundesvermögen und -bauangelegenheiten, Europäische Integration. Anschließend war er von 1959 bis 1969 Vorstandsmitglied der Esso AG in Hamburg und dort Finanzdirektor.
Er war zudem Vorsitzender der Regierungskommission für die Reform des Öffentlichen Dienstes, Mitglied der Regierungskommission für die Neugliederung des Bundesgebietes und Mitglied des Beirats für Raumordnung beim Bundesministerium des Innern.

## Schiften
- Probleme und Lösungsmöglichkeiten einer bundesstaalichen Finanzreform, 1966